# Akicera fusca
Akicera fusca är en insektsart som först beskrevs av Carl Peter Thunberg 1815.  Akicera fusca ingår i släktet Akicera och familjen Pamphagidae. Inga underarter finns listade i Catalogue of Life.